# Aeroporto Internazionale di Victoria
L'Aeroporto Internazionale di Victoria (IATA: YYJ, ICAO: CYYJ), è un aeroporto civile che serve la città di Saanich, in Canada, nella provincia della Columbia Britannica.

## Statistiche
Questo grafico non è disponibile a causa di un problema tecnico.
Si prega di non rimuoverlo.
Vedi la query Wikidata di origine.